# Lista över fornlämningar i Eskilstuna kommun (Torshälla)
Lista över fornlämningar i Eskilstuna kommun (Torshälla) är en förteckning av ett urval av de fornlämningar som finns i Torshälla i Eskilstuna kommun.
| Namn                        | Lämningstyp                 | Tillkomsttid | Historisk indelning     | Plats           | Läge                 | ID-nr          | Bild                                      |
| --------------------------- | --------------------------- | ------------ | ----------------------- | --------------- | -------------------- | -------------- | ----------------------------------------- |
| Torshälla 1:1               | Fornborg                    |              | Torshälla, Södermanland |                 | 59.450654, 16.483240 | 10037500010001 | Ladda upp en bild av detta fornminne      |
| Torshälla 2:1               | Gravfält                    |              | Torshälla, Södermanland |                 | 59.439228, 16.470838 | 10037500020001 | Ladda upp en bild av detta fornminne      |
| Torshälla 3:1               | Gravfält                    |              | Torshälla, Södermanland |                 | 59.434973, 16.464597 | 10037500030001 | Ladda upp en bild av detta fornminne      |
| Torshälla 4:1               | Gravfält                    |              | Torshälla, Södermanland |                 | 59.432068, 16.454603 | 10037500040001 | Ladda upp en bild av detta fornminne      |
| Törneholmen (Torshälla 5:1) | Slott/herresäte             |              | Torshälla, Södermanland |                 | 59.434493, 16.437231 | 10037500050001 | Ladda upp en bild av detta fornminne      |
| Torshälla 7:1               | Stensättning                |              | Torshälla, Södermanland |                 | 59.431927, 16.446332 | 10037500070001 | Ladda upp en bild av detta fornminne      |
| Torshälla 7:2               | Stensättning                |              | Torshälla, Södermanland |                 | 59.431797, 16.446226 | 10037500070002 | Ladda upp en bild av detta fornminne      |
| Torshälla 8:1               | Gravfält                    |              | Torshälla, Södermanland |                 | 59.431724, 16.448480 | 10037500080001 | Ladda upp en bild av detta fornminne      |
| Torshälla 9:1               | Gravfält                    |              | Torshälla, Södermanland |                 | 59.441044, 16.454330 | 10037500090001 | Ladda upp en bild av detta fornminne      |
| Torshälla 10:1              | Gravfält                    |              | Torshälla, Södermanland |                 | 59.444167, 16.466005 | 10037500100001 | Ladda upp en bild av detta fornminne      |
| Torshälla 11:1              | Fornborg                    |              | Torshälla, Södermanland |                 | 59.422558, 16.461918 | 10037500110001 | Ladda upp en till bild av detta fornminne |
| Torshälla 13:1              | Stensättning                |              | Torshälla, Södermanland |                 | 59.424326, 16.474239 | 10037500130001 | Ladda upp en bild av detta fornminne      |
| Torshälla 14:1              | Hög                         |              | Torshälla, Södermanland |                 | 59.414820, 16.495827 | 10037500140001 | Ladda upp en bild av detta fornminne      |
| Torshälla 14:2              | Hög                         |              | Torshälla, Södermanland |                 | 59.414912, 16.496450 | 10037500140002 | Ladda upp en bild av detta fornminne      |
| Torshälla 14:3              | Stensättning                |              | Torshälla, Södermanland |                 | 59.414936, 16.496102 | 10037500140003 | Ladda upp en bild av detta fornminne      |
| Torshälla 15:1              | Gravfält                    |              | Torshälla, Södermanland |                 | 59.415399, 16.496143 | 10037500150001 | Ladda upp en bild av detta fornminne      |
| Torshälla 16:1              | Gravfält                    |              | Torshälla, Södermanland |                 | 59.416420, 16.497428 | 10037500160001 | Ladda upp en bild av detta fornminne      |
| Torshälla 18:1              | Stensättning                |              | Torshälla, Södermanland |                 | 59.444388, 16.463428 | 10037500180001 | Ladda upp en bild av detta fornminne      |
| Torshälla 18:2              | Stensättning                |              | Torshälla, Södermanland |                 | 59.444490, 16.463199 | 10037500180002 | Ladda upp en bild av detta fornminne      |
| Torshälla 19:1              | Gravfält                    |              | Torshälla, Södermanland |                 | 59.425902, 16.478707 | 10037500190001 | Ladda upp en bild av detta fornminne      |
| Torshälla 20:1              | Stensättning                |              | Torshälla, Södermanland |                 | 59.417312, 16.478696 | 10037500200001 | Ladda upp en bild av detta fornminne      |
| Torshälla 21:1              | Gravfält                    |              | Torshälla, Södermanland |                 | 59.416810, 16.495235 | 10037500210001 | Ladda upp en bild av detta fornminne      |
| Torshälla 22:1              | Gravfält                    |              | Torshälla, Södermanland |                 | 59.416662, 16.495994 | 10037500220001 | Ladda upp en bild av detta fornminne      |
| Sö 314 (Torshälla 23:1)     | Runristning                 |              | Torshälla, Södermanland | Torshälla kyrka | 59.421881, 16.468535 | 10037500230001 | Ladda upp en till bild av detta fornminne |
| Torshälla 26:1              | Gravfält                    |              | Torshälla, Södermanland |                 | 59.412771, 16.448588 | 10037500260001 | Ladda upp en bild av detta fornminne      |
| Torshälla 27:1              | Gravfält                    |              | Torshälla, Södermanland |                 | 59.412336, 16.450598 | 10037500270001 | Ladda upp en bild av detta fornminne      |
| Torshälla 28:1              | Gravfält                    |              | Torshälla, Södermanland |                 | 59.411626, 16.452274 | 10037500280001 | Ladda upp en bild av detta fornminne      |
| Torshälla 29:1              | Stensättning                |              | Torshälla, Södermanland |                 | 59.410024, 16.461779 | 10037500290001 | Ladda upp en bild av detta fornminne      |
| Torshälla 30:1              | Gravfält                    |              | Torshälla, Södermanland |                 | 59.418150, 16.440906 | 10037500300001 | Ladda upp en bild av detta fornminne      |
| Torshälla 31:1              | Stensättning                |              | Torshälla, Södermanland |                 | 59.399487, 16.455066 | 10037500310001 | Ladda upp en bild av detta fornminne      |
| Torshälla 31:2              | Stensättning                |              | Torshälla, Södermanland |                 | 59.399338, 16.454934 | 10037500310002 | Ladda upp en bild av detta fornminne      |
| Torshälla 31:3              | Stensättning                |              | Torshälla, Södermanland |                 | 59.399204, 16.454740 | 10037500310003 | Ladda upp en bild av detta fornminne      |
| Torshälla 31:4              | Stensättning                |              | Torshälla, Södermanland |                 | 59.399042, 16.454596 | 10037500310004 | Ladda upp en bild av detta fornminne      |
| Torshälla 34:1              | Stensättning                |              | Torshälla, Södermanland |                 | 59.394472, 16.440891 | 10037500340001 | Ladda upp en bild av detta fornminne      |
| Torshälla 36:1              | Gravfält                    |              | Torshälla, Södermanland |                 | 59.389957, 16.430233 | 10037500360001 | Ladda upp en bild av detta fornminne      |
| Sö 79 (Torshälla 37:1)      | Runristning                 |              | Torshälla, Södermanland | Hällby          | 59.393527, 16.426444 | 10037500370001 | Ladda upp en till bild av detta fornminne |
| Torshälla 38:1              | Gravfält                    |              | Torshälla, Södermanland |                 | 59.395632, 16.423507 | 10037500380001 | Ladda upp en bild av detta fornminne      |
| Torshälla 39:1              | Hög                         |              | Torshälla, Södermanland |                 | 59.396574, 16.422918 | 10037500390001 | Ladda upp en bild av detta fornminne      |
| Torshälla 39:2              | Hög                         |              | Torshälla, Södermanland |                 | 59.396510, 16.423216 | 10037500390002 | Ladda upp en bild av detta fornminne      |
| Torshälla 39:3              | Stensättning                |              | Torshälla, Södermanland |                 | 59.396469, 16.423606 | 10037500390003 | Ladda upp en bild av detta fornminne      |
| Torshälla 40:1              | Grav markerad av sten/block |              | Torshälla, Södermanland |                 | 59.396351, 16.423029 | 10037500400001 | Ladda upp en bild av detta fornminne      |
| Torshälla 40:2              | Grav markerad av sten/block |              | Torshälla, Södermanland |                 | 59.396272, 16.423058 | 10037500400002 | Ladda upp en bild av detta fornminne      |
| Torshälla 41:1              | Gravfält                    |              | Torshälla, Södermanland |                 | 59.409107, 16.431619 | 10037500410001 | Ladda upp en bild av detta fornminne      |
| Torshälla 41:2              | Gravfält                    |              | Torshälla, Södermanland |                 | 59.408949, 16.431195 | 10037500410002 | Ladda upp en bild av detta fornminne      |
| Torshälla 43:1              | Gravfält                    |              | Torshälla, Södermanland |                 | 59.416769, 16.431245 | 10037500430001 | Ladda upp en bild av detta fornminne      |
| Torshälla 44:1              | Stensättning                |              | Torshälla, Södermanland |                 | 59.414269, 16.426304 | 10037500440001 | Ladda upp en bild av detta fornminne      |
| Torshälla 45:1              | Gravfält                    |              | Torshälla, Södermanland |                 | 59.413364, 16.437414 | 10037500450001 | Ladda upp en bild av detta fornminne      |
| Torshälla 49:1              | Stadsvall/stadsmur          |              | Torshälla, Södermanland |                 | 59.419440, 16.472081 | 10037500490001 | Ladda upp en bild av detta fornminne      |
| Torshälla 50:1              | Stensättning                |              | Torshälla, Södermanland |                 | 59.420918, 16.414748 | 10037500500001 | Ladda upp en bild av detta fornminne      |
| Torshälla 51:1              | Gravfält                    |              | Torshälla, Södermanland |                 | 59.416489, 16.417967 | 10037500510001 | Ladda upp en bild av detta fornminne      |
| Torshälla 53:1              | Gravfält                    |              | Torshälla, Södermanland |                 | 59.416869, 16.420771 | 10037500530001 | Ladda upp en bild av detta fornminne      |
| Torshälla 59:1              | Stensättning                |              | Torshälla, Södermanland |                 | 59.403015, 16.407737 | 10037500590001 | Ladda upp en bild av detta fornminne      |
| Torshälla 61:1              | Stensättning                |              | Torshälla, Södermanland |                 | 59.387204, 16.410396 | 10037500610001 | Ladda upp en bild av detta fornminne      |
| Torshälla 62:1              | Gravfält                    |              | Torshälla, Södermanland |                 | 59.404454, 16.404618 | 10037500620001 | Ladda upp en bild av detta fornminne      |
| Torshälla 63:1              | Gravfält                    |              | Torshälla, Södermanland |                 | 59.403771, 16.404268 | 10037500630001 | Ladda upp en bild av detta fornminne      |
| Torshälla 64:1              | Gravfält                    |              | Torshälla, Södermanland |                 | 59.405281, 16.405088 | 10037500640001 | Ladda upp en bild av detta fornminne      |
| Torshälla 65:1              | Gravfält                    |              | Torshälla, Södermanland |                 | 59.405985, 16.405576 | 10037500650001 | Ladda upp en bild av detta fornminne      |
| Torshälla 67:1              | Stensättning                |              | Torshälla, Södermanland |                 | 59.399921, 16.416818 | 10037500670001 | Ladda upp en bild av detta fornminne      |
| Torshälla 68:1              | Stensättning                |              | Torshälla, Södermanland |                 | 59.390118, 16.429072 | 10037500680001 | Ladda upp en bild av detta fornminne      |
| Torshälla 69:1              | Gravfält                    |              | Torshälla, Södermanland |                 | 59.415227, 16.480413 | 10037500690001 | Ladda upp en bild av detta fornminne      |
| Torshälla 69:2              | Hällristning                |              | Torshälla, Södermanland |                 | 59.415386, 16.480216 | 10037500690002 | Ladda upp en bild av detta fornminne      |
| Torshälla 70:1              | Stensättning                |              | Torshälla, Södermanland |                 | 59.441178, 16.485879 | 10037500700001 | Ladda upp en bild av detta fornminne      |
| Husberget (Torshälla 71:1)  | Borg                        |              | Torshälla, Södermanland |                 | 59.421043, 16.471766 | 10037500710001 | Ladda upp en bild av detta fornminne      |
| Torshälla 73:2              | Stensättning                |              | Torshälla, Södermanland |                 | 59.398402, 16.434669 | 10037500730002 | Ladda upp en bild av detta fornminne      |
| Torshälla 78:1              | Gravfält                    |              | Torshälla, Södermanland |                 | 59.406451, 16.434701 | 10037500780001 | Ladda upp en bild av detta fornminne      |
| Torshälla 79:1              | Gravfält                    |              | Torshälla, Södermanland |                 | 59.406955, 16.433812 | 10037500790001 | Ladda upp en bild av detta fornminne      |
| Torshälla 80:1              | Stensättning                |              | Torshälla, Södermanland |                 | 59.406129, 16.431607 | 10037500800001 | Ladda upp en bild av detta fornminne      |
| Torshälla 80:2              | Stensättning                |              | Torshälla, Södermanland |                 | 59.405971, 16.431752 | 10037500800002 | Ladda upp en bild av detta fornminne      |
| Torshälla 81:1              | Gravfält                    |              | Torshälla, Södermanland |                 | 59.406667, 16.430319 | 10037500810001 | Ladda upp en bild av detta fornminne      |
| Torshälla 82:1              | Hällristning                |              | Torshälla, Södermanland |                 | 59.407022, 16.429667 | 10037500820001 | Ladda upp en bild av detta fornminne      |
| Torshälla 83:1              | Stensättning                |              | Torshälla, Södermanland |                 | 59.405701, 16.425692 | 10037500830001 | Ladda upp en bild av detta fornminne      |
| Torshälla 83:2              | Stensättning                |              | Torshälla, Södermanland |                 | 59.405700, 16.425916 | 10037500830002 | Ladda upp en bild av detta fornminne      |
| Torshälla 83:3              | Hög                         |              | Torshälla, Södermanland |                 | 59.405606, 16.426079 | 10037500830003 | Ladda upp en bild av detta fornminne      |
| Torshälla 83:4              | Stensättning                |              | Torshälla, Södermanland |                 | 59.405705, 16.426105 | 10037500830004 | Ladda upp en bild av detta fornminne      |
| Torshälla 84:2              | Stensättning                |              | Torshälla, Södermanland |                 | 59.406181, 16.421665 | 10037500840002 | Ladda upp en bild av detta fornminne      |
| Torshälla 86:1              | Hög                         |              | Torshälla, Södermanland |                 | 59.401956, 16.411644 | 10037500860001 | Ladda upp en bild av detta fornminne      |
| Torshälla 86:2              | Stensättning                |              | Torshälla, Södermanland |                 | 59.402091, 16.411611 | 10037500860002 | Ladda upp en bild av detta fornminne      |
| Torshälla 87:1              | Stensättning                |              | Torshälla, Södermanland |                 | 59.404551, 16.434165 | 10037500870001 | Ladda upp en bild av detta fornminne      |
| Torshälla 88:2              | Stensättning                |              | Torshälla, Södermanland |                 | 59.417664, 16.442581 | 10037500880002 | Ladda upp en bild av detta fornminne      |
| Torshälla 94:1              | Fornborg                    |              | Torshälla, Södermanland |                 | 59.420205, 16.424248 | 10037500940001 | Ladda upp en bild av detta fornminne      |
| Torshälla 96:1              | Fornborg                    |              | Torshälla, Södermanland |                 | 59.424836, 16.427836 | 10037500960001 | Ladda upp en bild av detta fornminne      |
| Torshälla 104:1             | Stensättning                |              | Torshälla, Södermanland |                 | 59.413997, 16.481703 | 10037501040001 | Ladda upp en bild av detta fornminne      |
| Torshälla 108:1             | Stensättning                |              | Torshälla, Södermanland |                 | 59.418672, 16.420978 | 10037501080001 | Ladda upp en bild av detta fornminne      |
| Torshälla 115:1             | Stensättning                |              | Torshälla, Södermanland |                 | 59.405886, 16.432382 | 10037501150001 | Ladda upp en bild av detta fornminne      |
| Torshälla 123:1             | Hällristning                |              | Torshälla, Södermanland |                 | 59.400927, 16.413331 | 10037501230001 | Ladda upp en bild av detta fornminne      |
| Torshälla 125:1             | Hällristning                |              | Torshälla, Södermanland |                 | 59.399729, 16.455752 | 10037501250001 | Ladda upp en bild av detta fornminne      |
| Torshälla 125:2             | Hällristning                |              | Torshälla, Södermanland |                 | 59.399795, 16.455866 | 10037501250002 | Ladda upp en bild av detta fornminne      |
| Torshälla 130:1             | Hög                         |              | Torshälla, Södermanland |                 | 59.409684, 16.431331 | 10037501300001 | Ladda upp en bild av detta fornminne      |
| Torshälla 130:2             | Hög                         |              | Torshälla, Södermanland |                 | 59.409597, 16.431082 | 10037501300002 | Ladda upp en bild av detta fornminne      |
| Torshälla 130:3             | Stensättning                |              | Torshälla, Södermanland |                 | 59.409736, 16.431010 | 10037501300003 | Ladda upp en bild av detta fornminne      |
| Torshälla 132:1             | Stensättning                |              | Torshälla, Södermanland |                 | 59.416681, 16.416574 | 10037501320001 | Ladda upp en bild av detta fornminne      |
| Folkesta (Torshälla 146:1)  | Stensättning                |              | Torshälla, Södermanland |                 | 59.399202, 16.431481 | 10037501460001 | Ladda upp en bild av detta fornminne      |
| Folkesta (Torshälla 146:2)  | Stensättning                |              | Torshälla, Södermanland |                 | 59.399184, 16.431738 | 10037501460002 | Ladda upp en bild av detta fornminne      |
| Torshälla 154               | Stensättning                |              | Torshälla, Södermanland |                 | 59.430503, 16.446327 | 12000000030670 | Ladda upp en bild av detta fornminne      |
| Tumbo 13:1                  | Gravfält                    |              | Torshälla, Södermanland |                 | 59.410847, 16.353883 | 10037900130001 | Ladda upp en till bild av detta fornminne |